# (7112) Ghislaine
(7112) Ghislaine est un astéroïde de la ceinture principale.

## Description
(7112) Ghislaine est un astéroïde de la ceinture principale. Il fut découvert le 3 avril 1986 à l'Observatoire Palomar par Carolyn S. Shoemaker et Eugene M. Shoemaker. Il présente une orbite caractérisée par un demi-grand axe de 2,76 UA, une excentricité de 0,15 et une inclinaison de 16,4° par rapport à l'écliptique.

## Compléments